# 卡奇 (塞爾維亞)

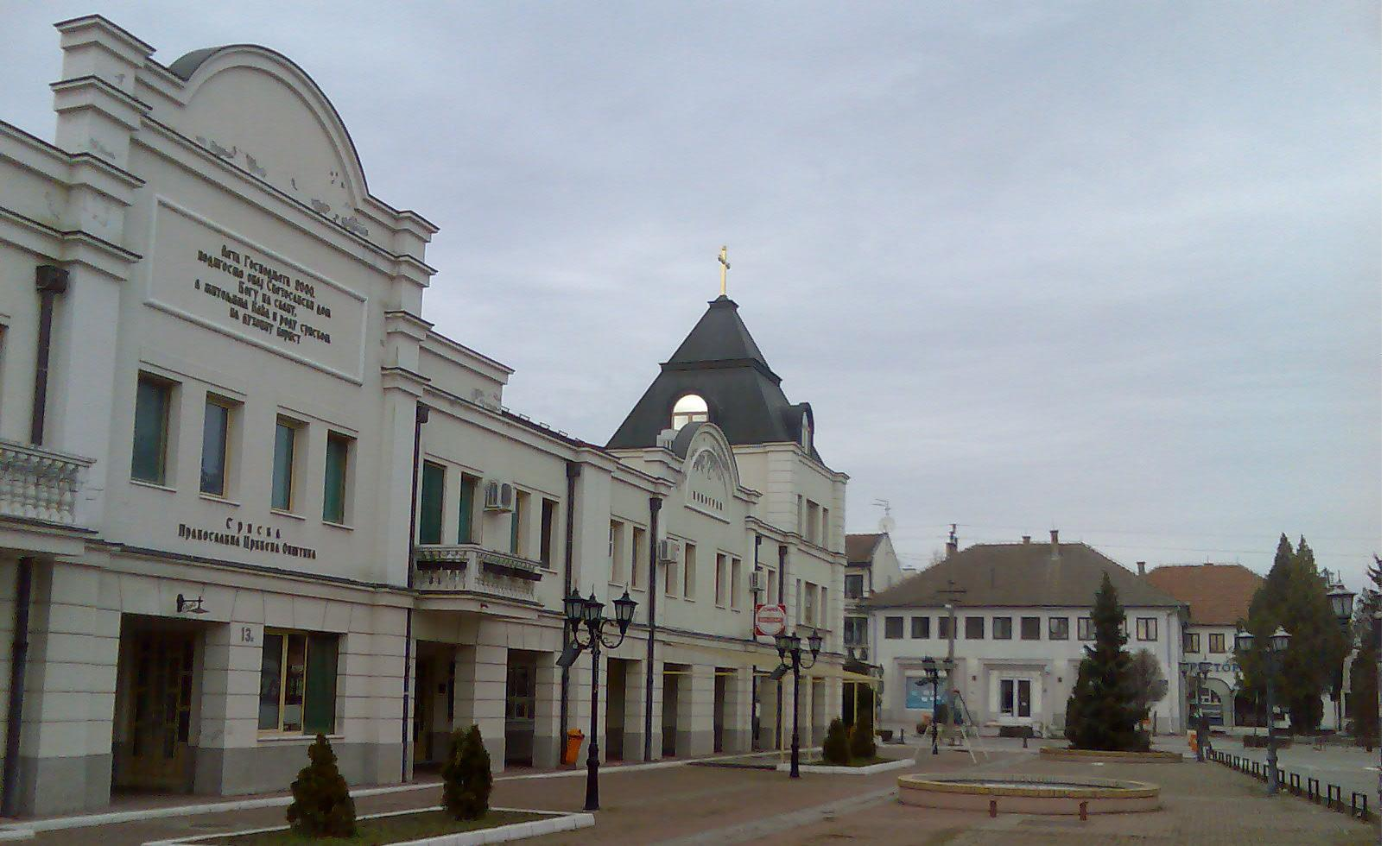

卡奇是塞爾維亞的城鎮，由伏伊伏丁那自治省負責管轄，位於該國北部，面積73平方公里，海拔高度86米，鎮上的天主教和東正教教堂分別建於1894和1840年，2011年人口11,612。

## 外部連結
- UNOFFICIAL WEBSITE - www.kacinfo.webs.com
- Facebook page（页面存档备份，存于）

45°18′N 19°57′E / 45.300°N 19.950°E